# Операция «Менора»
Операция «Менора (ивр. מבצע מנורה‎) — военная операция Армии обороны Израиля, проводившаяся в Южном Ливане в ночь с 18 на 19 января 1979 года, в ходе которой бойцы из бригады Цанханим и бригады «Голани» совершили налет на базы ФАТХ в Ливане. Целью операции было уничтожение террористов и уничтожение террористической инфраструктуры.

## Предыстория
Менее чем через год после окончания операции «Литани» палестинцы в Ливане вернулись на свои старые позиции в так называемой Фатхлэнд, и вскоре начали беспокоить поселения на севере и даже устроили террор внутри Израиля. Взрывное устройство в автобусе в Иерусалиме, обстрелы катюшами Кирьят-Шмоны и неоднократные теракты, в том числе проникновение террористов в Маалот в январе 1979 года. В ЦАХАЛ сформировалась концепция, что необходимо в очередной раз провести упреждающие военные операции на территории Ливана, чтобы принести мир северным населенным пунктам в частности и жителям Израиля в целом Начальник штаба Рафаэль Эйтан приказал командующему Северным военным округом Авигдору Бен-Галу готовиться к рейду через реку Литани . Операция была поручена дивизии Ха-Галиль под командованием Эфраима Хирама, и была назначена подразделениям из бригады Цанханим, которой командовал полковник Амнон Липкин-Шахак, а также из бригады Голани, которой командовал полковник Дэвид Кац, который в то время проводил тренировками бригады на Синае.
202-му батальону под командованием Шауля Мофаза было поручено совершить атаку на дома террористов в секторе Кфар-Арнон и, вместе с тем, провести блокаду, чтобы изолировать оперативный сектор. 890-й батальон под командованием генерал-майора Зеэва Цела был направлен на блокирование домов, а Авнеру Тальмону, генерал-майору 890-го, было поручено совершить налет на замаскированную артиллерийскую батарею террористов возле Бофора и Рамат-Арнона. Бригаде Цанханим под командованием Моше Яалона было поручено следовать за 890-м батальоном, взять под контроль район антенны и провести огневую блокаду, которая изолировала бы сектор боевых действий от форта Бофорт, который использовался в качестве аванпоста палестинских террористов. Спасательный отряд под командованием капитана Йом Тов Самия был приведен в боевую готовность. Силам бригады «Голани» было поручено действовать в северном секторе против террористических целей в деревнях Эйшия и Аль-Набатия.
Перед операцией было решено провести ее в более ограниченном формате и поэтому задачи бригады Голани были изменены. Небольшому отряду бригады, в состав которого входила разведрота бригады Голани, была поставлена задача провести обыски в домах в «Мизрет-Узая» и в лагере у села Эйшия, которые использовались террористами, и уничтожить их. За день до операции отряд 890-го батальона в составе Ави Амирама, Йехиэля Гозела и офицера разведки региональной дивизии выехал на предварительное патрулирование, которое включало осмотр направления движения и пункта пересечения реки Литани, в ходе чего отряд отметил заминированный участок на пути, ведущем к Литани. Возле самой реки отряд обнаружил ливанского пастуха, захватил его и передал в Израиле агентам контрразведки, которые его допросили. В своем расследовании пастух дал важную информацию об этом районе.
Силам бригады «Голани», проходившей зимние учения в районе Бир-Тамада на Синае и перевезенным на операцию самолетами «Геркулес», приземлившимся на аэродроме Маханим и вступившими в операцию в спешном боевом порядке, была поставлена задача действовать в северном секторе против целей в деревнях Эйшия, Махмудия и Зарет Узайя. Войскам 13- го батальона под командованием генерал-майора Яакова Селы было поручено совершить атаку на Мизрет-Узаю, для полной зачистки Махмудии и взрыва там дома террористов. Батальон должен был быть усилен разведротой бригады Голани. Перед бригадой Голани под командованием Гиуры Инбара была поставлена задача занять аванпост на окраине Эйшия и установить блокаду на подъездной дороге к деревне, чтобы не допустить прибытия подкреплений противника в сектор действий бригады.

## Ход операции
Силы парашютно-десантной бригады, действовавшей на южном участке операции, разделились и двинулись двумя отрядами по разным направлениям. В половине пятого вечера силы 202-го батальона под командованием Шауля Мофаза покинули Килию, переправились через реку Литани и вышли на плато Арнон, минуя силы безопасности ФАТХа. После этого отряд ждал три часа из-за задержки остальных сил бригады. 890-й батальон под командованием Зеева Целя в сопровождении дозорного и командного взвода бригадного генерала Липкина-Шахака вышел из Дейр-Мимаса . Отряд возглавляли Арье Нейгер и несколько бойцов, выполнявших независимую миссию, а также Ави Амирам и несколько бойцов, входивших в отряд Тальмона. Отряды несколько раз задерживались в пути из-за условий местности и из-за необходимости избежать обнаружения путем выявления террористических патрулей, передвигавшихся по равнине Арнон.
При приближении к цели Мофаз изменил направление движения. Был развёрнут огонь на подавление и начал обстрел дома, который использовали террористы. Заместитель командира батальона продвинулся с отрядом в сторону дома, бросил гранату и заложил взрывное устройство. Когда они отступили на тридцать метров, взрывное устройство взорвалось. Женщины и дети покинули дом. Мофаз немедленно приказал прекратить стрельбу. В этот момент из близлежащего дома был открыт огонь в направлении 890-го батальона. Силы под командованием Мофаза открыли огонь из противотанковых орудий и пулеметов и вывели из строя источники огня.  Двое террористов возле дома были убиты. Позже, после эвакуации женщин и детей, дом был разрушен в плановом порядке. На обратном пути батальон двигался пешком. Несколько бойцов пострадали от истощения, а один вывихнул ногу. После того, как отряд переправился через Литани, раненый был эвакуирован на вертолёте.
Большинство террористов со всех мест пребывания укрылись в бункере при артиллерийской батарее в секторе ответственности 890 батальона. Отряд Тальмона совершил налет на батарею и уничтожили все заряженные пушки. Отряд взорвал один дом дальше от батареи с помощью настенного ключа. Внутри батареи и вокруг бункера произошел бой, в конце которого отряд насчитал 14 убитых террористов. В расследовании  ШАБАК речь шла о 30 террористах. В отряде было 17 человек, в том числе командиры роты Ави Амирам и Арье Нейгер, заместитель Элазара Штерна. По приказу командира батальона Бен Галя силы захватили одного террориста и доставили его в Израиль для допроса. Блокирующий отряд из батальона опознал террориста, который убежал, ударил его и убил. В ходе боевых действий были убиты еще семь террористов, один террорист был ранен. 
Разведгруппа под командованием Моше Яалона заложила заряды взрывчатого вещества в районе антенн и разместила блокирующий отряд, отрезавший оперативный сектор от подкрепления террористов из форта Бофорт. По окончании боя все отряды объединились и двинулись к точке 122, где были эвакуированы тремя вертолетами Yassur под командованием подполковника Арада, впоследствии командира 118-й эскадрильи, на территорию Израиля. 
Бригада Голани вступила в бой из Мардж-Эйона пешком. Войска пересекли реку Литани и прошли изнурительный подъем на плато Арнон. Здесь командир бригады разделил силы на четыре части: 12-й батальон под командованием Дова Газита двинулся в сторону деревни Махмудия (к востоку от Джармака). 13-й батальон под командованием Яакова Селы движется в сторону Мазраат-Узаайе, к востоку от Махмудии. Разведка под командованием Гиоры Инбара продвинулась в сторону заставы Эйшия. Дополнительный отряд под командованием заместителя командира разведроты Ярона Винограда двинулся установить блокаду. План командира бригады состоял в том, чтобы атаковать все цели одновременно. В заранее установленный час, Давид Кац отдал приказ о наступлении, и все силы атаковали все цели одновременно. Наступлене было полной неожиданностью для противника и войска 13-го батальона без сопротивления овладели сельскохозяйственным комплексом Озая, обстреляв его минами и установив заряды взрывчатого вещества. Войска 12-го батальона совершили атаку на деревню Махмудия, уничтожили находившихся там террористов и взорвали четыре дома. Разведрота Голани под командованием Инбара штурмовала аванпост в Исии и захватила его. После захвата аванпост  был взорван. При штурме один боец был ранен разорвавшимися боеприпасами. Как и ожидалось, террористы вызвали подкрепление, и два джипа с крупнокалиберными пулеметами столкнулись с блокирующими силами развеки и были ими уничтожены. Убито восемь террористов. По окончании операции силы объединились и начали отход. Раненых эвакуировали вертолетом. Бригада снова пересекла Литани и достигла Мардж-Эйона.

## Результаты операции
По словам представителя ЦАХАЛа, силы ЦАХАЛа уничтожили около тридцати террористов, одного взяли в плен и девять ранили. Были взорваны 10 домов, уничтожены пять артиллерийских орудий, два джипа с крупнокалиберными пулеметами и склады с боеприпасами. У ЦАХАЛа было двое раненых. По завершении операции начальник штаба Рафаэль Эйтан подчеркнул, что террористы были осведомлены о способности ЦАХАЛа действовать и наносить удары, где бы они ни захотели, и что операция дала возможность для аналогичные операции в будущем. По данным организации ФАТХ, в бою погибли 16 боевиков (6 палестинцев и 10 ливанцев) и 5 мирных жителей, 13 получили ранения, а также разрушено 8 домов.
В конце операции начальник штаба похвалил силы за высокий уровень исполнения и особенно за быстрое вступление бригады Голани в Синайскую операцию, что потребовало высокого уровня командования и организаторских способностей.